# 3D Tank Duel
3D Tank Duel — компьютерная игра, разработанная Realtime Games Software для ZX Spectrum. Она является клоном аркадной игры Battlezone, в ней используется каркасная 3D-графика и цветные фоны.
Позже игра была переиздана в 1989 году под названием Battle Tank Simulator компанией Zeppelin Games.

## Игровой процесс
Игра использует вид от первого лица. Игрок управляет танком. Его задача — стрелять по вражеским танкам и случайно появляющимся НЛО, избегая при этом попаданий снарядов противника. Игровой экран разделен на две области: в черной верхней части отображается счет, рекорд числа очков и радар, а в нижней части показывается желтый пустынный пейзаж.
Радар с лучом развёртки используется для определения положения врагов. В игре несколько типов противников: четыре типа танков, летающие тарелки и ракеты, каждый из которых имеет свои особенности поведения, что требует адаптации игроком своей стратегии действий. Уничтоженные враги взрываются, образуя облако фрагментов.
В пустыне есть препятствия, выполняющие роль барьеров, которые мешают продвижению. Управление имитирует реальное движение танка: игрок отдельно управляет левой и правой гусеницами. Вражеские танки и ракеты выполняют сложные движения, в том числе уклонение за препятствиями и перепрыгивание через них.
3D Tank Duel основана на концепции Battle Zone, однако включает более разнообразные ландшафты и дополнительные объекты на местности, такие как вращающиеся радарные тарелки.

## Восприятие
| Иноязычные издания       | Иноязычные издания                 |
| Издание                  | Оценка                             |
| ------------------------ | ---------------------------------- |
| Crash                    | 83 %, 55 % (переиздание 1989 года) |
| CVG                      | 32/40                              |
| Sinclair User            | 6/10, 65 % (переиздание 1989 года) |
| Your Sinclair            | 4/10                               |
| Popular Computing Weekly | [ 3 ]                              |

Игра получила смешанные отзывы критиков. Рецензенты хвалили графику, звук и плавность движений, некоторые рекомендовали предпочесть её, а не другие клоны Battlezone, доступные для ZX Spectrum, в том числе официальный порт от Quicksilva В качестве достоинств отмечались реалистичные 3D-эффекты и детализированная графика.
Некоторые рецензенты сочли графику запутывающей игрока: на цветном фоне не очень хорошо было видно врагов. Мнения о скорости игрового процесса и распознавании столкновений разделились, некоторые критики сочли игру медленной и разочаровывающей.
Несмотря на эти критические замечания, большинство рецензентов сочло игру захватывающей и приятной. Другие описывали игру как хорошую версию аркадного оригинала, но в остальном не слишком примечательную.